# Topolnica
Topolnica (Servisch cyrillisch Тополница) is een plaats in de Servische gemeente Majdanpek. De plaats telt 1064 inwoners (2002).